# Кано Ейтоку
Кано́ Ейто́ку (яп. 狩野永徳, かのうえいとく; 1543—1590) — японський художник періоду Адзуті-Момояма. Представник художньої школи Кано. 

## Короткі відомості

Ширма «Китайські леви»

Ширма «Японський кипарис»

Кано Ейтоку народився 16 лютого 1543 року у провінції Ямасіро у сім'ї художників. Він був старшим сином митця Кано Наонобу. Ейтоку навчався малюванню під керівництвом свого дідуся-художника Кано Мотонобу і з дитинства проявив здібності до малювання.
У 1566 році 24-річний Ейтоку разом зі своїм дідусем займався розписом стін обителі Джюкоїн столичного монастиря Дайтоку. Це була перша серйозна робота молодого майстра, під час якої він виконав настінні картини «Квіти і птахи» (花鳥図), «Гра в го» (琴棋書画図) та інші. Зокрема, «Квіти і птахи». що складалась з 16 пано, відрізнялися особливою динамічністю завдяки детально промальованим образами журавлів, гусей і малих пташок на тлі очерету та сливи. Хоча ця робота була нетрадиційною, вона свідчила про неперисічний талант майстра і ознаменувала початко нового періоду в історії японського живопису.
Ейтоку був помічений тогочасними японськими можновладцями Одою Нобунаґою та Тойотомі Хідейосі і був прийнятий ними як придворний художник. Майстер керував розписом їхніх резеденцій: замку Адзуті в 1576, замку Момояма в 1584 та палацу Дзюракудай в 1587 роках. Твори Ейроку відзначалися багатством і новизною тем, пишнотою оздоблення і монументальністю художніх прийомів. Оскільки творчість художника була епохальною для розвитку японського мистецтва сучасні дослідники виділяють культуру Японії 1570—1590-ті років у окремий період — культуру Адзуті-Момояма.
Незважаючи на прижетєву славу Ейтоку його творів зберіглося мало . Основні роботи майстра в замках Адзуті і Момояма були знищені вогнем і землетрусами. На сьогодні відомими картинами його авторства є  ширма «Столиця і околиці» (洛中洛外図屏風), ширма «Китайські леви» (唐獅子図屏風), ширма «Японський кипарис» (檜図屏風) та інші.
Помер Кано Ейтоку 12 жовтня 1590 у віці 48 років.

## Галерея
|  |  |